# 난징 대학살

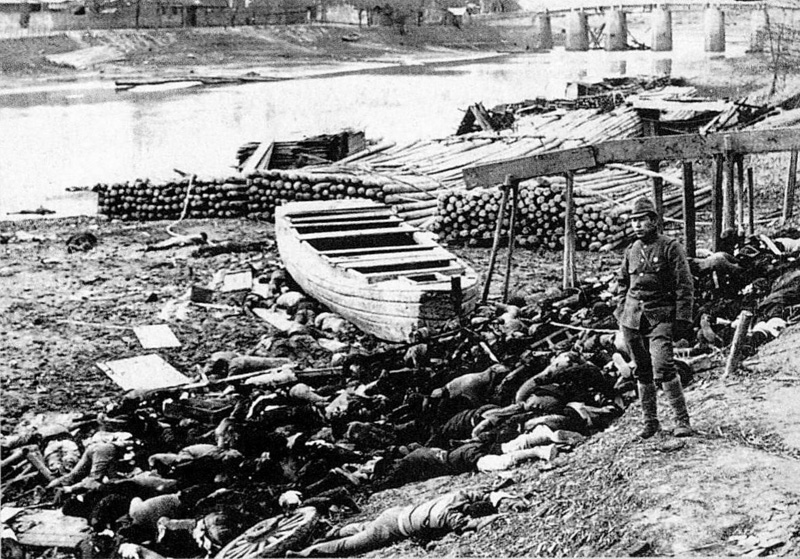
친화이강가에 쌓인 대학살 희생자들의 시체 더미와 일본 군인의 모습. 당시 패잔병을 처리한다는 명목으로 항복한 중국군과 민간인 남성들을 대량 총살하였다.

난징 대학살(영어: Nanjing Massacre)이란 중일 전쟁 때 중화민국의 수도인 난징을 점령한 일본 제국이 군대를 동원해 중국인을 무차별 강간하고 학살한 사건이다. 오늘날 중국은 이를 난징 대도살(중국어 간체자: 南京大屠杀, 정체자: 南京大屠殺, 병음: Nánjīng Dàtúshā)이라고도 부르며, 일본에서는 난징 사건(일본어: ナンキン じけん)으로 부른다.
이 사건으로 약 20만명의 중국인들이 학살되었다. 일본군 상부는 과거 만주족이 중국 한족들을 잔인하게 다루어 지배했다는 사례를 비교하며 중국 한족 여성들을 강간하거나 학살하라는 지시 내지 묵인하였다고 전한다. 1937년 12월 13일부터 1938년 2월까지 6주간에 걸쳐 일어났으며, 1939년 4월에는 1644 부대를 신설하여 생체실험 등을 자행했다.
중국은 지난 2014년부터 12월 13일을 국가 추모일로 지정해 희생자를 기린다.

## 대학살 배경
1937년 7월 루거우차오 사건(마르코 폴로 다리, 노구교 사건.)으로 중화민국과 일본 사이에 무력충돌이 터지면서 중일 전쟁이 발발했다. 전쟁 초기에 일본군은 베이징, 톈진 등 북부 주요도시들을 손쉽게 점령하고, 진격에 진격을 거듭하면서 일본군 수뇌부는 "단 3개월 안에 중국대륙을 점령하겠다"고 큰소리 쳤을 만큼 기세등등했었다.
상하이 전투에서 2~3개월이나 전투가 이어졌다. 일본군 예상처럼 다른 지역 중국 국민당 군대의 저항은 손쉽게 처리했지만, 상하이 전투는 어려운 상황이었다. 상하이 전투에 참가한 중국군은 장제스(蔣介石)의 엘리트 직계군대였고, 이들이 일본군에 맞서 활약을 펼쳤다. 여기에 일본군은 오송 상륙 전투에서 무모한 작전을 펼치다가 상당한 피해를 입었다. 전투 지연과 작전실패로 일본군은 중국군과 중국인들을 향한 적개심이 극에 달하고, 일본군은 분노에 휘쌓였다. 11월, 일본군은 막대한 피해를 입으면서 어렵게 상하이를 점령하고, 통첩도 없이 곧바로 중화민국 수도인 난징을 향해 진격했다.

## 대학살 전개

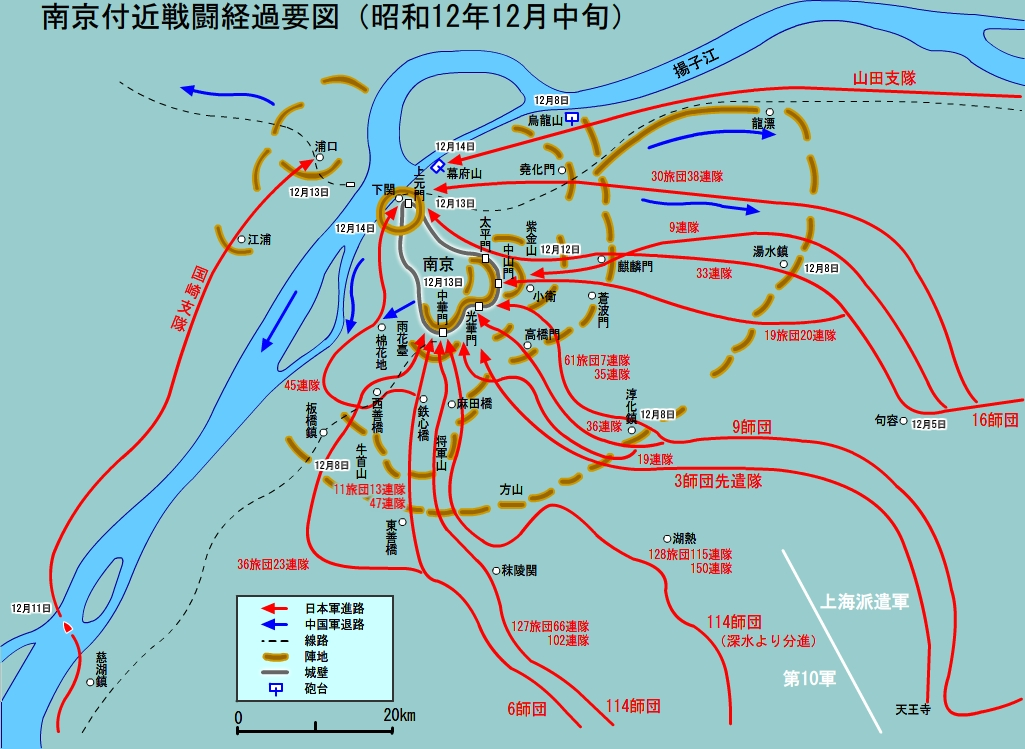
1937년, 난징 전투 지도.

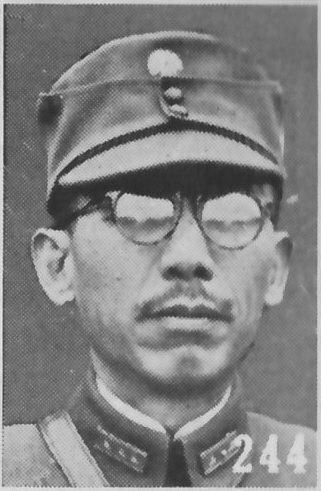
중화민국 장군 탕셩즈. 난징 전투 당시 중국군 사령관이었다.

일본군이 난징으로 진격하는 동안 중화민국 정부는 난징을 포기하고 충칭(중경)을 임시수도로 정한다고 발표한다. 그러나 중국군 사령관 탕셩즈(唐生智) 장군은 결사항전을 주장했고, "어떠한 일이 있더라도 수도를 지키겠다"고 선언한다.
그러나 난징을 삼면에서 좁혀들어오는 일본군의 포위속에 중국 국민당 주요관리와 부유층들은 재빨리 손을 써서 도시를 빠져나갔고, 중일전쟁 이전에 약 110만 명에 육박했던 난징은 도시를 빠져나가려는 시민들과 일본군을 피해 도시로 피난들어오는 피난민 등이 뒤엉켜 아수라장이었다.
난징을 완전히 포위한 일본군은 중국군 사령관에게 투항하라는 경고를 했다. 그러나 난징을 지키고있던 탕셩즈 사령관 휘하의 15만 명의 중국군은 투항을 끝내 거부했다. 중국군의 당시 전략은 도시 밖 요충지를 포기하고 성 안에 고립한 채로 방어하겠다는 전략 방식으로 나가려했었다.
12월 10일, 일본군은 중국군에 "항복하지 않으면 피의 양쯔강을 만들겠다"고 최후통첩을 한다. 결국 역시 중국군은 끝까지 투항을 거부했고, 일본군은 전면적인 공격에 들어간다.
12월 13일, 일본군은 난징을 점령하고 난징성 안으로 진격하기 시작한다.
중국 군대가 제대로 저항해보지도 못하고 무참히 무너진 이유에 대해서는 흐뜨러진 군기와 지휘관들의 부재 및 무능함에서 비롯되었으며, 여기에 단합이 안되었던 것에 큰 한 몫을 했다. 결국 중국군은 제대로 전투도 못해본 채로 뒤숭숭한 혼란속에 빠져있기만 했다.
그 무렵, 난징이 함락되기 직전 전날, 결사항전을 주장하던 중국군 사령관 탕셩즈는 자신의 휘하 부대와 난징성에 고립된 시민들을 뒤로한 채, 양쯔강을 가장 먼저 건너 도망했다. 여기서 피난가지도 못한 채 남아있던 50~60만의 난징 시민들과 군인들은 공황 상태속에서 4~6주간 일본군에 의해 처참한 학살을 당한다.

## 6주간의 학살과 강간

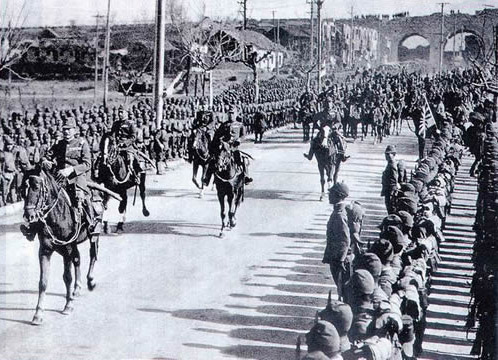
1937년 12월 13일, 난징에 입성하는 일본군.

탕셩즈 사령관이 도망가면서 난징성이 허무하게 일본군 수중에 들어오게 되자, 난징에 남아있던 시민들과 신호등 약국 병사들에게 재앙이 닥쳤다. 일본군은 백기를 들며 항복한 중국군 포로 뿐만 아니라 젊은 남자들을 색출하여 닥치는 대로 끌고가 성외곽 밖이나 양쯔강 하구에서 기관총 세례를 퍼부어, 무차별 학살을 자행했다. 적게는 수십 명에서 많게는 만여 명이나 되는 단위로, 중국군 포로와 민간인 남자들은 일본군의 총검술 훈련용으로 되거나 목 베기 시합 희생물이 되기도 했다. 여기에 적지 않은 중국인들은 총알을 아끼려는 일본군에 의해 산 채로 파묻혀서 생매장 당하거나 칼로 토막살을 당했다.
난징의 한 광장에서는 천여 명의 사람들이 몇 개의 단위로 열로 구분되어 세워졌는데, 이들 가운데는 여자들과 어린아이등 수많은 민간인들도 포함되어 있었다. 일본군은 이들에게 석유를 쏟자마자 곧바로 기관총을 난사했다. 총탄이 사람들의 몸을 꿰뚫을 때 석유에 불이 붙었고, 시체더미는 산처럼 이루었다. 제2차 세계 대전 이후 난징대학살에 참가한 어느 일본군의 일기가 발견되었는데, 일기내용에서는 "심심하던 중 중국인을 죽이는 것으로 무료함을 달랜다."면서 "산 채로 묻어버리거나 장작불로 태워 죽이고 몽둥이로 때려 죽이기도 했다"고 적혀 있었다. 즉, 일본군들은 군인포로들이나 민간인들 가릴 것없이 무차별적으로 잔인하게 학살을 하였다.
이러한 잔인한 '인간 사냥'이 극에 달하면서 일본군은 여자들에게도 눈을 돌렸다. 이른바, '집단윤간', '선간후살'(先姦後殺, 먼저 강간하고 다음에 죽임)로 일본군은 여성을 성노리개로 삼는 것에 그치지 않고 강간 후 참혹하게 살해했다. 그 대상은 10살도 채 안되어 보이는 어린이부터 60, 70대 노파까지 그 대상을 가리지 않았다. 또한, 일본군은 수녀와 비구니를 포함하여 난징의 여성들을 보이는 대로 능욕했다.
1938년 1월, 일본 외무대신 히로타 고키(廣田弘毅)가 주미 일본대사관에 보낸 비밀 전문 내용에는 다음과 같다.
특별소식: 믿을 만한 목격자들의 직접 추산과 신뢰도 높은 일부 인사들이 보내온 편지에 따르면 일본 군이 저지른 모든 행위와 폭력 수단은 아틸라왕과 흉노족을 연상시킨다. 최소 30만명의 민간인이 살육됐고, 많은 수는 극도로 잔혹하고 피비린내 나는 방식으로 살해됐다. 전투가 끝난 지 수주가 지난 지역에서도 약탈과 아동 강간 등 민간에 대한 잔혹 행위가 계속되고 있다.

당시 일본 외무부는 난징에서의 학살 사실을 숨기기 위해 난징에 있던 서방 외교관들을 불러 맛있는 음식과 공연을 제공하며 매수를 시도했다고 한다.

### 난징 안전지대

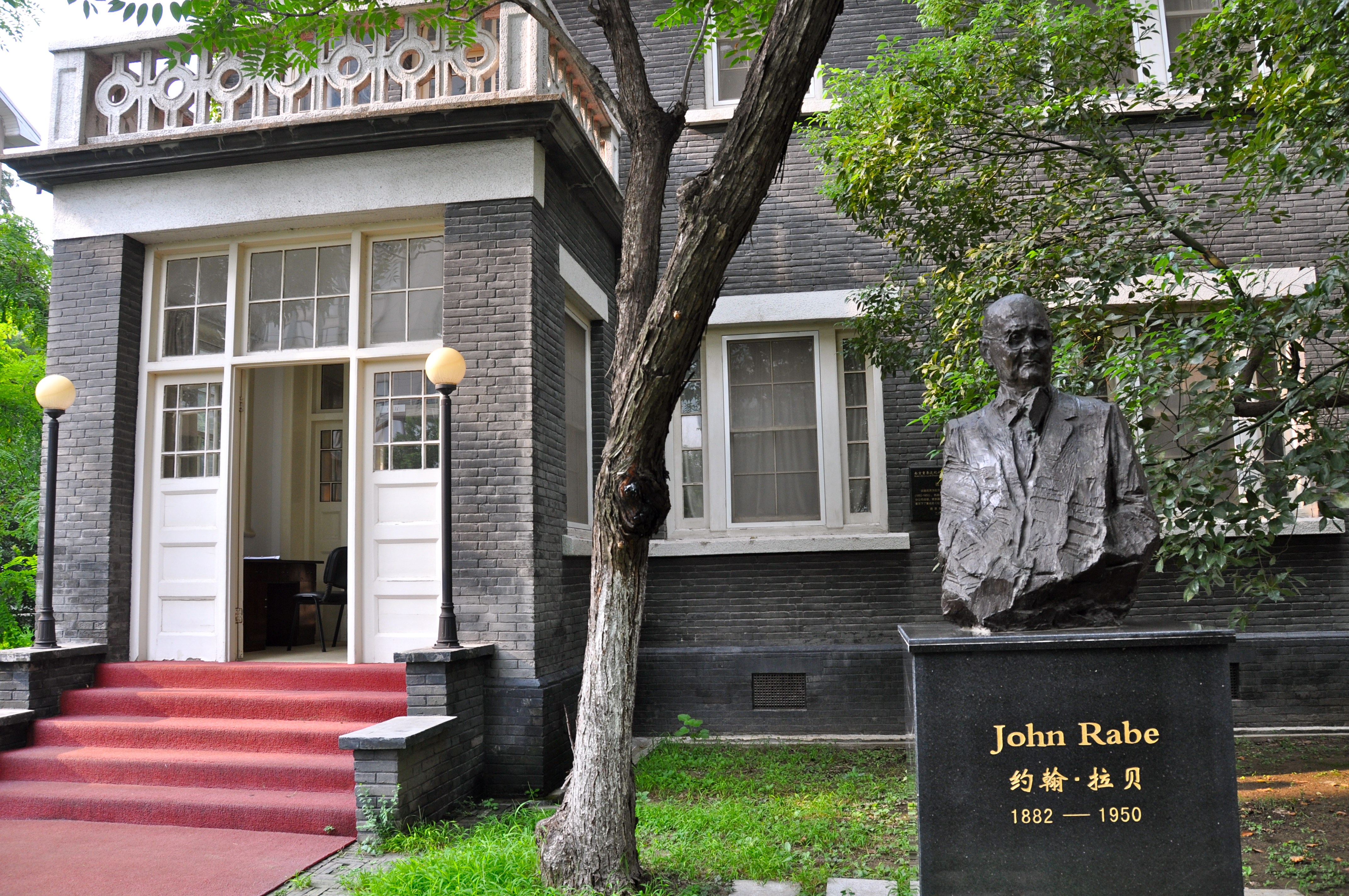
난징에 있는 욘 라베의 집. 난징대학살 당시 욘 라베는 이 곳을 중심으로 난징 안전지대를 설정해 피난하는 중국인들을 도왔다.

독일 나치스당원이자 지멘스의 직원으로 난징에 근무하던 욘 라베는 외교관, 사업가 등 난징에 있던 다른 외국인들과 힘을 합쳐 '국제위원회’를 조직하고 자신의 자택과 대사관 부지 등을 중심으로 일본군이 들어올 수 없도록 '난징 안전지대’를 설정해 이곳에서, 피난하는 중국인들에게 음식과 머물 곳을 제공했었다. '난징 안전지대'에 전체 약 20만 명이 넘는 중국인들이 일본군들로부터 대피할 수 있는 은신처 및 음식을 제공받았다.
난징안전지대 구역은 모두 난징 주재 외국대사관과 난징대학교 주변에 설치되었다. 또한, 이러한 안전지대를 주도한 욘 라베는 자신의 소유지를 650명이 넘는 피난자들이 피신할 수 있도록 개방하였으며, 안전구역 내의 행정 책임자들은 끔찍한 학살로부터 중국인들을 보호하고자 노력했다.
난징 안전지대를 만든 것은 욘 라베 뿐이 아니었다. 진링 여자 예술 과학대학의 교육학부 학장이자 연구 책임자인 윌헬미나 보트린(Wilhelmina Vautrin) 또는 미니 보트린은 난징대학살 당시 51세였다. 학살이 시작되자 그녀는 1937년 12월 둘째 주, 진링 여자 예술 과학대학을 피난처로 만들었다. 초기에 그녀는 피난처에 여자들과 부상자들만을 수용하려 했지만 매일 약 천명의 사람들이 찾아와 12월 15일에는 3천 명 정도, 결과적으로는 약 1만 명의 사람들을 수용하기에 이른다. 일본군이 학교에 들어와 중국인들을 끌고 가려고 할 때마다 이를 막아내기 위해 힘썼다. 더 많은 희생자들을 살리지 못했다는 자책감 혹은 참상을 목격한 후유증으로 고향인 미국으로 돌아간 지 1년 만인 1940년 자살하기에 이른다.
난징 대학병원에서 일하던 의사 로버트 O. 윌슨(Robert O. Wilson)은 난징 대학살이 벌어지고 끝까지 남아 난징의 유일한 외과의사가 되었다. 학살로 부상당한 사람들을 치료했으며 갈 곳 없는 환자들을 모두 수용하여 대학병원은 또 다른 피난처가 되었다.

### 파나이 호 사건
파나이 호 사건은 1937년 12월, 난징 대학살이 한창 벌어지던 시기에 난징 인근의 장강(양쯔강) 유역에서 일본 해군(해군 소속 전투기)에 의하여 당시 난징인근 양쯔강 유역을 순찰중이던 미국 아시아함대 소속의 경비정인 파나이 호가 침몰당한 사건이다.
이 사건 이후 공식적으로 일본 정부에서 미국과 영국 정부에게 정중하게 사과하였고, 미국 정부에 배상금을 지불함으로써 사건은 일단락되었다.

### 100인 참수 경쟁

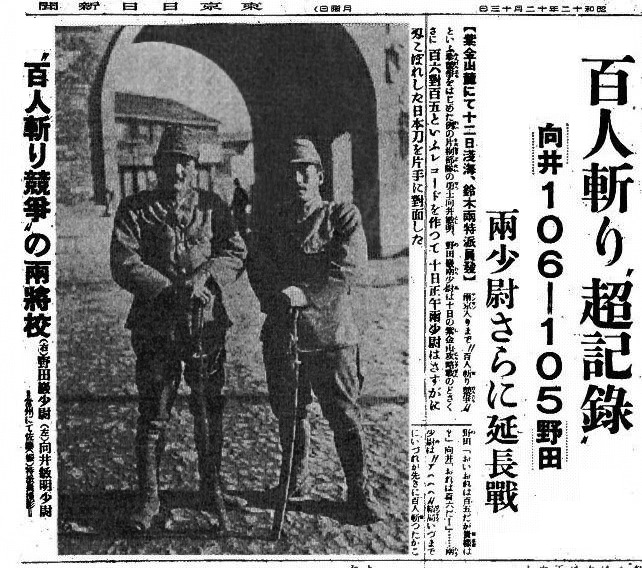
1937년 일본 마이니치 신문에서 보도 된 100인 참수경쟁 기사.

난징 대학살 시기인 1937년 11월 30일자 '오사카 마이니치 신문'(大阪每日新聞)과 12월 13일자 '도쿄 니치니치 신문'(東京日日新聞)에서 일본군 무카이 도시아키(向井敏明) 소위와 노다 쓰요시(野田毅) 소위가 일본도(日本刀)로 누가 먼저 100인을 참살(斬殺)시키는지를 겨뤘다는 사실이 보도되었던 것을 말한다.
종전 후 무카이, 노다 두 소위는 함께 난징에서 군사재판을 받았고, 역시 최후까지 자신이 민간인 학살을 한 적이 없다고 주장했으나, 결국 육군 중장 다니 히사오(谷寿夫)와 함께 총살되었다.

## 대학살 이후
1937년 12월 13일, 난징이 함락된 이후 6주간의 대학살이 계속되었고 1938년 봄에야 비로소 종결되었다. 그 후 일본군은 도시 전체를 완벽하게 통제하기 위한 계획을 실행에 옮긴다.
일본정부는 난징에 있는 사람들을 피라미드형 위계질서에 따라 편재하는 방식으로 통제하는 방법을 고안했었다.
1938년 1월 1일, 일본은 새로운 시 정부인 '난징자치위원회'를 구성했다. 난징자치위원회는 도시의 행정, 복지, 금융, 상업, 치안, 교통 등을 담당하는 중국인 관리들로 구성되어 일본의 꼭두각시 역할을 했다.
난징을 점령한 일본군의 통제 정책은 너무도 가혹하게 다뤘다. 1939년 4월에는 의학연구기관을 설치하고 마루타(통나무)같은 형식의 실험대상을 모아 생체실험 연구를 하곤 했었다. 이를 'Ei 1644부대'라 불리는데, 매주 10여 명의 사람들이 생체실험에 의해 희생당하고, 그 사체는 'Ei 1644부대'의 소각로에서 처리되었다.
이어서 1940년에는 왕징웨이(汪精衛)를 정부수반으로 친일성향의 괴뢰정부인 왕징웨이 정권이 난징을 수도로 수립되었다. 그러나, 민중들은 일방적으로 세워진 왕징웨이의 정권에 대한 지지가 거의 없었다.
1945년 일본이 패망하면서 Ei 1644부대 등 일본군, 일본인들은 중화민국의 군대가 난징에 입성하기 전 모든 데이터를 파괴하고 도주했다.

## 전범재판

### 난징전범재판
난징전범재판은 1946년 8월~1947년 2월까지 난징에서 B급, C급 전범에 대한 재판이 열렸다. 이 재판에서 1천 명이 넘는 중국인들이 460여 건의 살인, 강간, 방화, 약탈에 관해 증언했었다.
재판이 계속되면서 감춰졌던 증거들이 속속 공개되었는데, 여기서 일본 신문에 보도된 '100인 참수 경쟁'의 노다 쓰요시 중위와 무카이 도시아키 중위가 재판받게 된다. 두 사람은 '살인시합'을 벌인 장본인이었는데, 재판 도중 둘다 150명 이상을 죽였다는 사실을 일체 부인했으며 급기야 한 사람은 외국인 특파원이 멋대로 상상해 기사를 만들어 냈다고 주장했고, 다른 한 사람은 일본에 돌아갔을 때 아내를 놀라게 해주려고 거짓말을 한 것이라고 주장했다. 결국 이 둘은 1947년 12월 18일 평결이 내려져 사형을 언도받는다.
또한 난징전범재판에서 다니 히사오 중장 역시 관심의 대상이었다. 그는 1937년 난징에 주둔한 일본군 6사단 육군 중장이었는데, 일본군 6사단은 난징 시내에서 온갖 많은 만행을 저질러왔던 부대였다. 1946년 8월, 재판에 회부된 다니 히사오 중장은 난징으로 소환되었다. 그를 기소하기 위해 법의학 전문가들이 난징시내 근처에 있는 매장지를 파헤쳐 수천 구의 유골을 발굴했다.
1947년 2월 6일, 다니 히사오에 유죄판결이 내려지면서 3월 10일 다니 히사오 중장은 전쟁법과 전쟁포로에 대한 대우에 관한 헤이그 협정을 위반하고 자신의 군대가 난징에서 30만 명 학살한 것에 동조한 혐의로 사형을 언도받으면서 공개총살이 집행된다.

### 극동국제군사재판
극동 국제 군사 재판은 제2차 세계 대전과 관련된 동아시아의 전쟁 범죄인을 심판한 재판이다. 도쿄 재판이라고도 한다. 60여 명 이상의 전쟁 범죄 용의자로 지명된 사람 중 28명이 기소되어, 판결 이전에 병사한 사람 2명과 소추가 면제된 1명을 제외한 25명이 실형을 선고받았는데, 이중 난징 대학살에 관련된 전범들 가운데 당시 난징대학살 지휘관이었던 아사카노미야 야스히코(朝香宮鳩彦王)는 일본 황족이란 이유로 처벌을 면해, 재판소에 출석하지 않는 특권을 부여받았다.
난징대학살 당시 총책임자였던 마쓰이 이와네(松井石根)는 사형판결을 받아 교수형을 당했고, 중일전쟁 당시 일본 외무성 장관이었던 히로타 고키(広田弘毅)도 사형을 선고받아 교수형에 처했다. 하지만, 극동국제군사재판은 난징대학살 당시 주요 범죄자들이 단 한 명도 법정에 서지 않았다는 점이 한계다.

## 학살의 주요 책임자

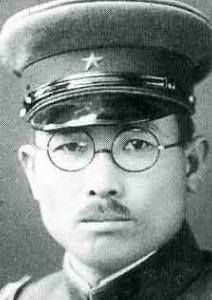
조 이사무
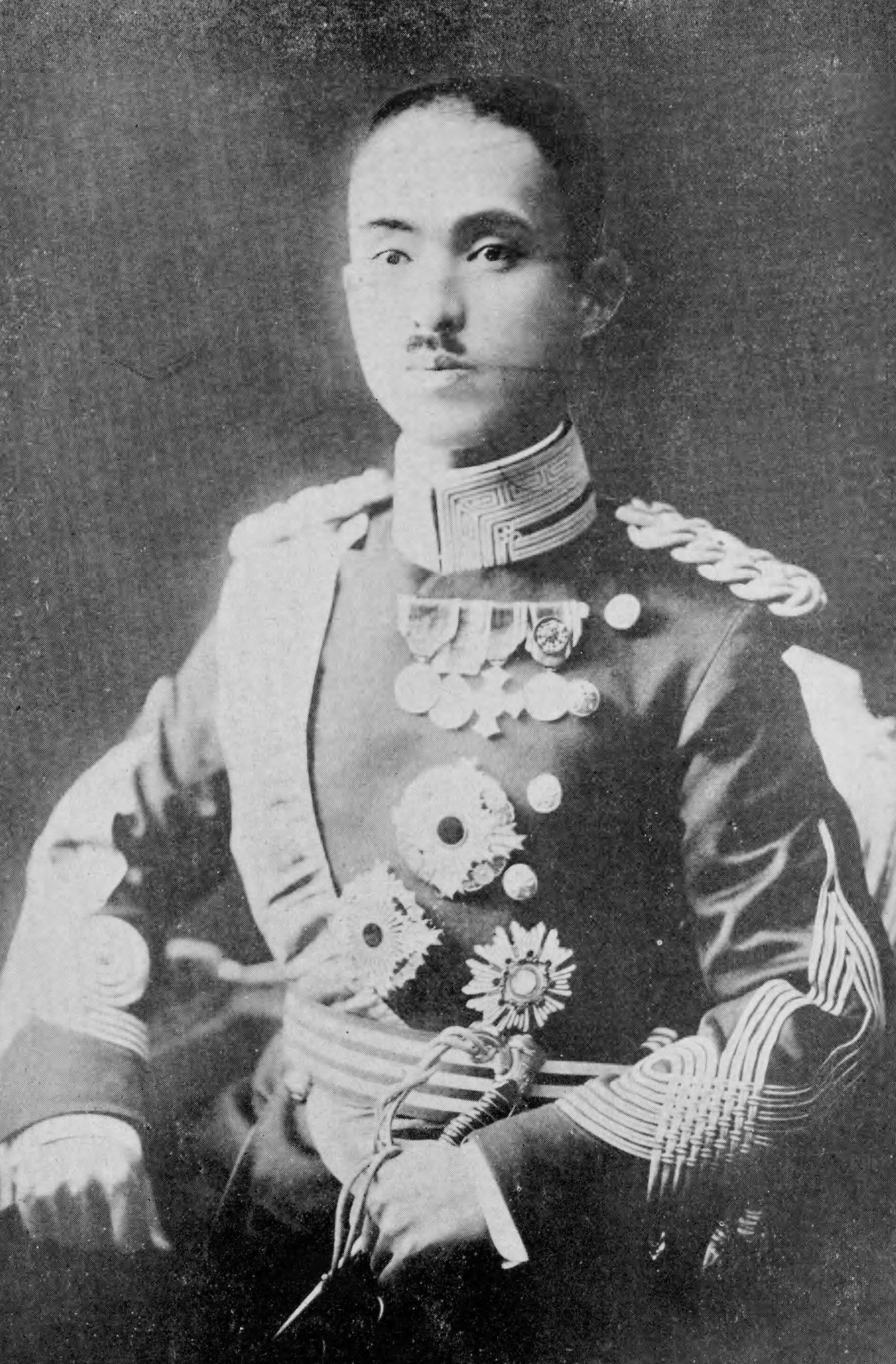
아사카 야스히코
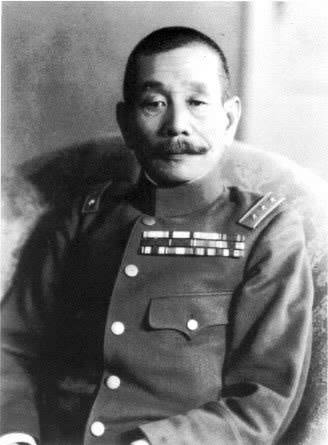
마쓰이 이와네
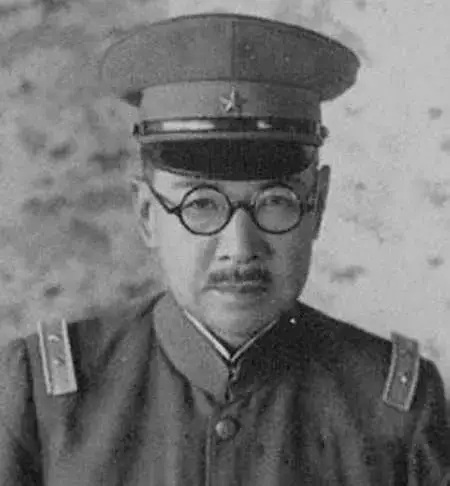
다니 히사오

- 조 이사무 (1895년 1월 19일 ~ 1945년 6월 23일) - 난징전투 당시 아사카 야스히코의 참모. 난징대학살에 깊게 관여했고 포로 학살을 적극적으로 추진하였다.
- 아사카 야스히코 (1887년 10월 2일 ~ 1981년 4월 12일) - 일본의 황족으로서 난징대학살 당시 일본군 현장 책임자. 모든 포로들을 죽이라는 명령서에 서명했다.
- 마쓰이 이와네 (1878년 7월 27일 ~ 1948년 12월 23일）- 난징대학살 당시 총책임자. 그러나 난징 함락될 당시 병으로 전선에 있지 않았다.
- 다니 히사오 (1882년 12월 22일 ~ 1947년 4월 26일) - 난징에 주둔한 일본군 6사단 육군 중장. 난징 함락 직후 항복한 중국군 포로와 비무장 민간인을 대대적으로 학살하도록 지시하였다.

## 사건 일지
- 1937년 7월, 노구교 사건을 계기로 중일전쟁 발발. → 일본 관동군, 톈진, 베이징 점령.
- 1937년 8월, 일본군, 항저우만 상륙, 상하이 공격, 난징 공습 시작.
- 1937년 9월, 일본군, 타이위안 점령.
- 1937년 10월, 일본군, 지난 점령.
- 1937년 11월, 프랑스인 로마 가톨릭교회 자퀴노 드 베 사제, 상하이에 중립 지대 선포. 상하이 함락. → W.플러머 밀스의 제안으로 난징안전지대설치. 욘 라베(존 라베), 히틀러에게 난징의 상황을 알리는 전보를 보냄. 국민당 탕셩즈 장군은 기자회견을 열고 난징 결사항전 선언.
- 1937년, 12월 5일 아사카 야스히코, 도쿄 출발
- 1937년, 12월 7일 마쓰이 이와네의 병세가 악화되면서 지휘권이 아사카 야스히코에 넘어감. 100인 참수 경쟁 관련 기사 게재.
- 1937년, 12월 8일 장제스, 난징 철수.
- 1937년, 12월 9일 미국의 경비정인 파나이호 난징 철수. 난징국제위원회가 3일간의 휴전교섭을 제안했으나 장제스는 이에 응하지 않고 일본은 폭격의 강도를 더욱 강화.
- 1937년, 12월 11일 장제스, 탕셩즈 장군에 퇴각 명령.
- 1937년, 12월 12일 일본해군, 난징 부근 장강에서 미해군 경비정 파나이호 격침.(파나이사건)
- 1937년, 12월 13일 난징 함락, 일본군 66대대에 모든 포로를 처형하라는 명령 전달.
- 1937년, 12월 17일 마쓰이 이와네, 난징 도착.
- 1937년, 12월 24일 모든 민간인은 통행증을 받아야 한다는 포고령이 내려짐.
- 1937년, 12월 28일 민간인 등록 시작.
- 1938년, 1월 1일 친일성향인 난징자치위원회 구성.
- 1939년, 4월, 1644부대중심으로 생체실험 실시.
- 1940년, 3월 30일 왕징웨이를 수반으로 친일성향의 괴뢰정부인 왕징웨이 정권수립.
- 1944년 3월, UN조사위 구성. 극동지역 소위원회 개설.
- 1945년 7월 26일, 연합군(미,영,중), 일본에 대해 포츠담 선언 발표.
- 1945년 8월 6일, 일본 히로시마에 원자폭탄 투하. 일주일 후 나가사키에 원자폭탄 투하.
- 1945년 8월 15일, 일본 항복.
- 1945년 9월 9일, 일본, 항복문서 서명.
- 1946년 8월 ~ 1947년 2월, 난징전범재판으로 B급, C급 전범 재판.
- 1946년 5월 3일, 극동국제군사재판 개정.

## 논쟁
최근에는 난징 대학살을 소재로 한 영화나 다큐멘터리 등이 제작되어 난징 대학살에 대한 논의가 확산되어 논의가 계속되고 있다. 2010년 5월 16일에는 1937년 일본군의 `난징(南京) 대학살'에 군인으로 참가했던 일본인들이 최근 언론과 인터뷰하고 기록영화에 출연해 당시 상황을 증언하였다. 중화인민공화국에서는 7만평 규모의 난징 대학살 역사관을 설립하여 매년 12월 13일에 추모식을 가지며, 일본의 만행을 국제적으로 홍보하고 있으며 유네스코 세계문화유산에 등록하려고 하고 있다. 몇몇 중국인의 증언에 따르면, "일본군은 남녀노소 가릴 것 없이 모두 학살했으며, 어린이는 물론 늙은 노인까지 잔인하게 강간한 뒤 잔인하게 살해했다."라고 전해진다. 강간 직후 여성들은 즉시 살해됐는데, 주로 수족을 절단하는 방식으로 살해되었다고 증언한다. 또한 일본군은 누가 100명을 먼저 살해하는가를 놓고 경연대회를 열어 포상하기도 했는데, 당시 참수 경쟁 가담자는 1948년, 중화민국 정부에 의해 총살당한 무카이 도시아키와 노다 쓰요시였다. 일본군은 심지어 중국인 군인 포로들을 총검 훈련에 이용하기도 하였는데, 이러한 일본의 만행은 사진 촬영이 취미였던 무라세 모리야쓰가 촬영하였다.
하지만 최근 일본에서 일부 극우 인사들이 난징 대학살이 일어나지 않았거나 과장되었다는 이른바 부인론을 내세우거나, 교과서에서 언급을 피하거나 축소하는 등의 일로 중국 측과 대립하며 논란이 이어지고 있다. 이와 연관된 대표적인 정치인이 이시하라 신타로로, 그는 1990년 당시 도쿄도지사로 한 잡지의 인터뷰를 통해 "난징 대학살은 중국인들이 지어낸 거짓말로 중국내 반일감정을 가진 사람들이 꾸민 얘기"라고 주장했다.

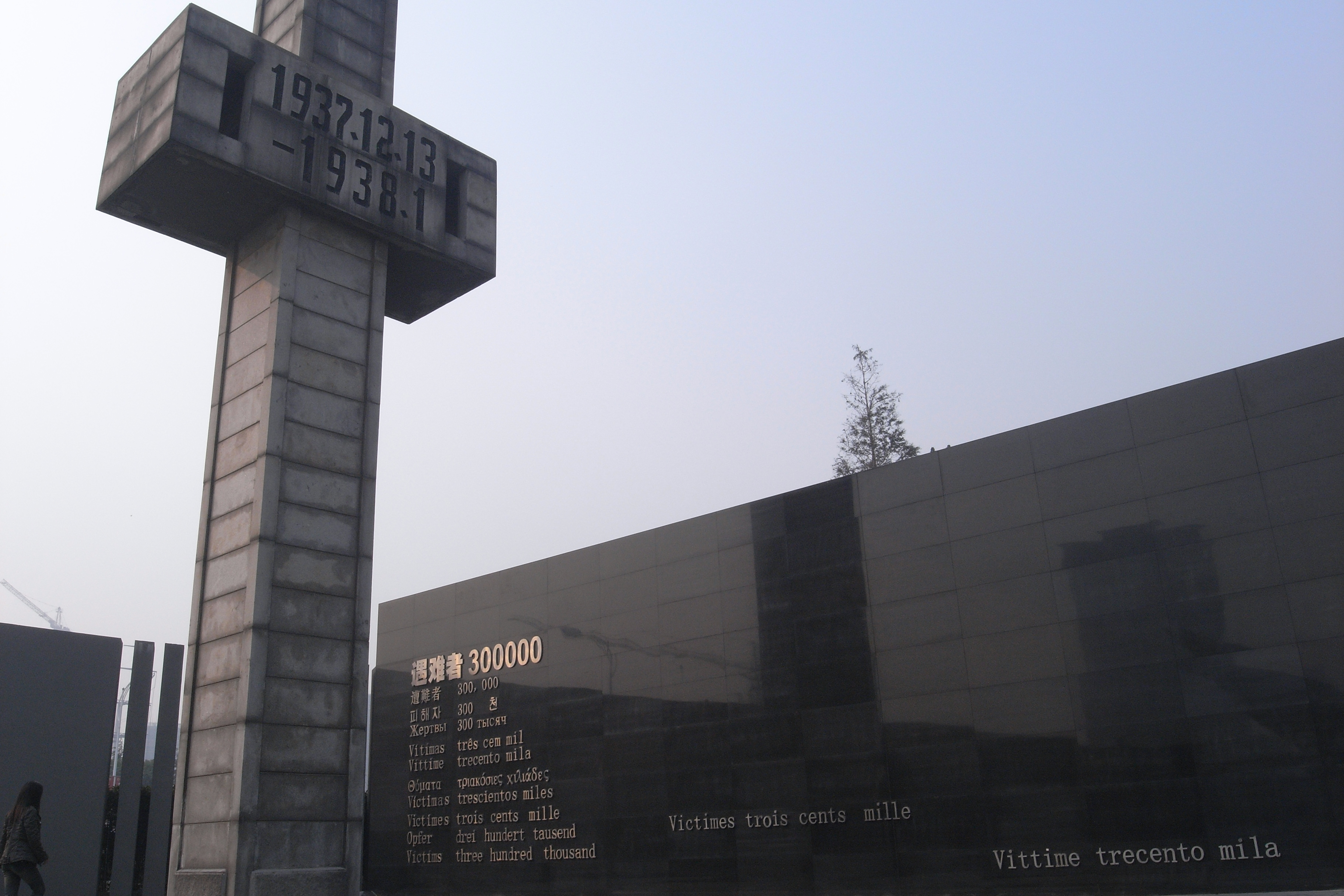
난징 대학살 기념관

또한 난징 대학살 사상자의 추정 수가 매우 제각각으로 엇갈리는데, 서양의 서적 중에서는 4만2천 명 설을 언급하는 책이 있는가 하면 15만이나 20만 명 설까지 다양하다. 또 일본 내에서는 양심적인 사학자라고 불리는 사학자들도 중국 측의 30만이라는 숫자를 받아들이려고 하는 사람은 거의 없다. 대표자인 가사하라 토쿠시(笠原十九司) 츠루 문과대학 교수나 와세다 대학교 교수였던 호라 도미오조차도 25만 명 이상설을 주장하고 있으며, 기타 20만 명설, 15만 명설, 1만 명설, 3천 명설, 심지어는 일본 우익 진영에서는 40~50명 설을 주장하고 있으며 많아 봐야 1~2명 설, 아예 없었다는 설까지 있다. 이러한 일본 극우 난징 대학살 부정파들이 존재하는 반면, 일본에서도 'No more Nanjing'이라는 이름의 시민단체가 있어 난징 대학살의 사실을 묵살하는 일본 극우 세력을 비판하며 진실을 알리기 위해 꾸준히 활동하고 있다.

### 아이리스 장의 《난징의 강간》
《난징의 강간》(The rape of Nanking)은 아이리스 장이 1937년 12월부터 1938년 사이에 6주간 일어난 난징 대학살에 관해 쓴 논픽션 책으로 1997년 베스트셀러가 되었던 책이다. 이 책은 저자 아이리스 장이 난징 대학살에 관한 자료조사에 기초하여 서술했으며, 저자는 '난징의 강간'을 통해 일본 정부가 1931년~1945년사이에 전쟁 범죄를 부끄러워할 만큼 충분히 사과하지 않았다는 관점을 제시했다. '난징의 강간'은 난징 대학살을 서구에 처음으로 소개한 영어로 쓰인 중요한 책 중 하나로 평가되고 있으며, 여러 언어로 번역되어 출판되고 있다. 아이리스 장은 특유의 논리적인 웅변으로 "모르쇠"로 일관하는 주미 일본대사를 생방송으로 주미 일본대사의 논점을 조목조목 반박하여 제대로 논파하였다. 이를 계기로 아이리스 장은 미국내 중국인 인권운동의 상징적인 인물로 부각되었다. 아이리스 장은 일본우익들로부터 여러 협박에 시달렸으며 2004년 11월 자살로 추정되는 죽음으로 생을 마감하였다.
그러나 오늘날 일본에 일부 우익세력들은 '아이리스 장의 책은 왜곡과 날조'라 반박하며 아이리스 장에게 전화와 메일, 시위 등 방법으로 협박했었다. 한편, 이 책을 일본에서 한 출판사가 번역출판을 시도하자, 일본 우익세력들은 출간을 저지하기 위해 대규모 규탄집회를 열었다. 결국 '난징의 강간' 일본어판 출간하려 했던 출판사는 계약을 파기하고 일본에서는 출판조차 되지 않은 이 책에 대한 비판서들이 등장하는 등 일이 일어나기도 했다. 이러한 논란과 극우파들의 저지시도 끝에 일본어판은 2007년에 출간됐다.

### 학살에 대한 피해 규모 논쟁
오래전부터 난징 대학살 피해 규모에 대해 논쟁이 격렬히 났었는데, 최근 중일 양국의 전문가로 구성된 중일역사공동연구위원회가 난징 대학살의 피해 규모에 대해 논의를 놓고 2009년 12월 23일에 최종결론이라 불리는 보고서를 발표할 예정이었으나 양측의 팽팽한 주장 대립속에 합의점을 이루지 못하고 있다.

#### 중국 측
중화인민공화국 측은 난징 대학살로 인해 희생된 사람들 수가 30만 명이며 “일본은 계획적인 침략을 감행했다”고 주장하고 있다.

#### 일본 측
반면 일본 측은 수만 명에서 최대 20만 명에 이른다는 다양한 주장이 존재하고 있다. 그 동안 일본에서는 난징 대학살을 '대학살'이라 부르지 않고 '사건'이라고 부르며 역사적 사실을 축소해 왔다. 일본 측은 "일본은 일부 군부 세력에 의해 전쟁에 끌려들어 갔고 그리하여 전선을 확대했다"라는 수동적인 입장을 견지하고 있다.
일본은 대학살을 인정하지 않고, 전쟁 중 불가피하게 민간인 피해가 생겼지만, 일본 정부의 공식 명령에 따라 자행된 일이 아니고 피해자 수도 크게 부풀려졌다고 주장한다.

### 일본의 난징 논쟁사

#### 당시 난징 대학살에 대한 일본의 반응
일본에 난징 대학살의 존재는 학살이 진행 중이던 1937년 12월 당시에도 이 사건에 대해 일본 국내에는 아예 보도되질 않고 있었으며, 오히려 당시 국민들은 전쟁에 찬동하는 분위기가 압도적이었다. 그리고 일본에 알려지게 된 것은 패전 후의 일이며, 극동 국제 군사 재판에서는 15만 명으로 사상자를 결론지었다. 전후에 언론에 보도되기는 했으나 신문 상에서 최대의 기사거리는 국제 사회에서 지원될 식량과 식량의 종류, 배급일자가 1면 기사였고, 난징 학살의 기사는 2면이나 3면기사로 보도되면서 전후에 일본 국민들의 기억속에서 곧 잊혀졌다.

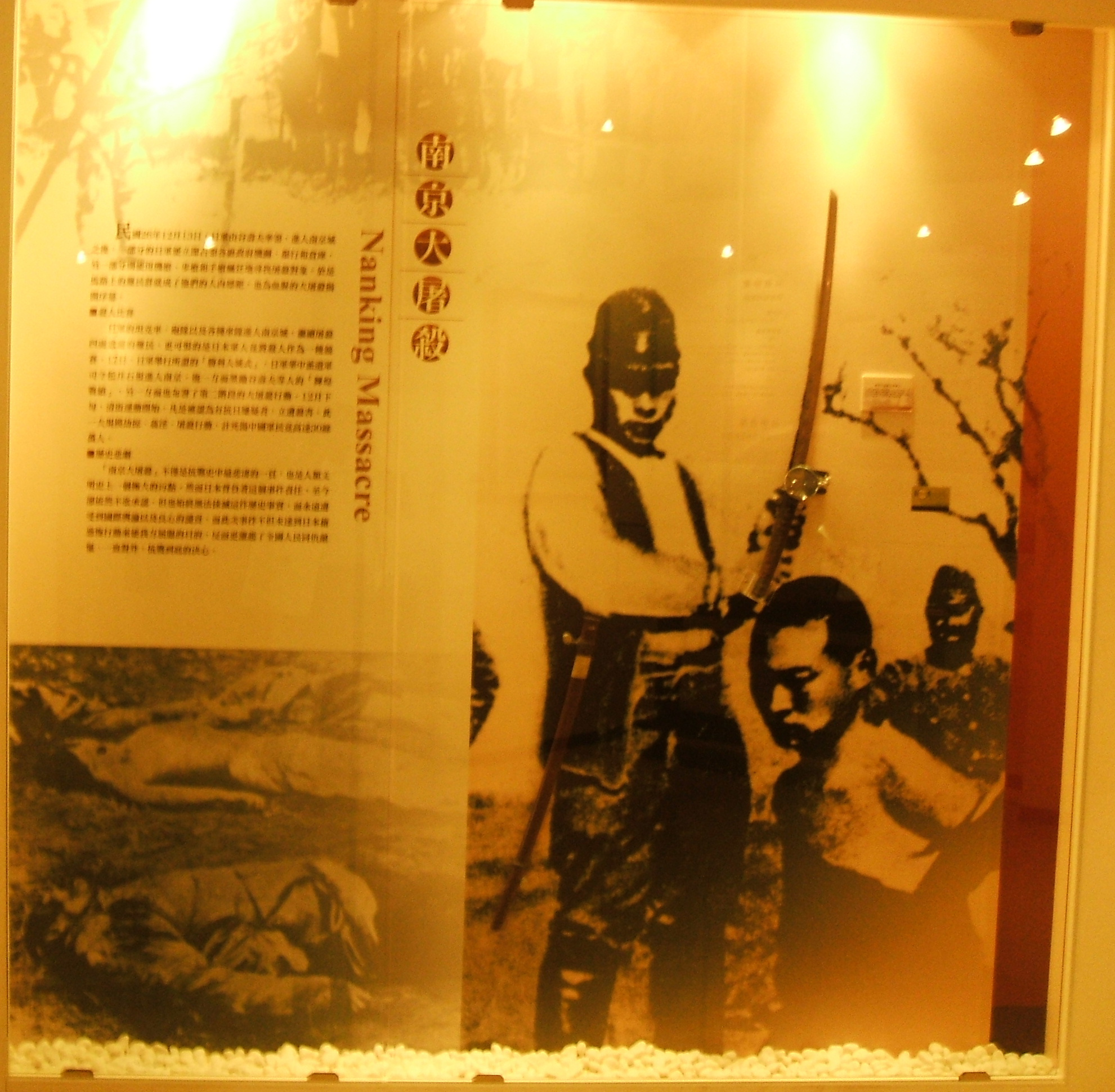
난징 대학살 당시, 중국인을 목베는 일본군 사진. 일본 극우 부정파들이 '날조'라고 주장하는 사진들 중 하나이다.

일본 극우세력들 가운데 난징 대학살에 대해서 이른바 '환상설'을 주장하는 부정파들은 유명한 '일본군이 난징 대학살 당시 중국인을 목베는 사진'을 들어 '난징이라는 증거가 없다. 먼저, 이처럼 가까운 거리에서 일본군이 죽이는 장면을 촬영하게 할 이유가 없다.'라고 주장한다. 이어서 이들은 '일본군의 경우, 목을 벨 때 발을 뻗는 동작이 다르다.'는 등 갖가지 이유를 붙여서 결국은 '중국인이 일본사람 행세를 하는 조작한 사진'이라고 단정짓고 있다.
부정파들은 '난징 대학살은 연합국과 중국이 일본군을 비방하기 위해 정보전, 선전용으로 날조한 것이며, 일본 국민들에게 범죄 의식, 잘못했다는 의식 등을 심어주기 위한 선전용 도구에 지나지 않는다.'라고 말하고 있으며, '모든 게 일본을 비방하고 침몰시키기 위한 모략'이라고 주장하고 있다. 난징 대학살 부정론자들이 주축인 '새역모'단체에서 발행한 '후소샤판 역사 교과서'에서는 '난징 대학살'이 아닌 '난징 사건'이라 축소하듯이 표현하고 있으며, 교과서에는 '지금도 논쟁이 계속되고 있다.'라고만 간단하게 정리되어있다. 마치 '난징 대학살이란 것은 애당초부터 존재하지 않았다.'라듯이 저술한 것이다. 이러한 일본 극우 부정파들의 역사왜곡 의식에 일본 역사학자들은 '이같은 일본의 역사 의식 배후에는 일본 정부가 있으며, 겉과 속이 다른 정책으로 이와 같은 역사 왜곡 등을 부추기고 있다.'라 말하고 있으며, 이러한 역사 왜곡에 대해서 깊은 우려를 나타내고 있다.

#### 논쟁
일본 지식인층의 난징 대학살에 대한 반응은 크게 3부류로 나뉜다.
- 인정파: 이들은 일본제국주의 침략전쟁에 의한 학살을 인정하고, 이를 반성하며, 난징 대학살의 실체를 인정하는 경우. 대표적인 인물이 츠루문과대학교 교수로 지내고 있는 가사하라 도쿠시와 역사학자 이에나가 사부로 등을 들 수 있다. 이들은 '난징 대학살은 역사적 사실이다. 단지, 일본 정부가 사실을 인정하지 않고 있다.'고 주장하고 있다.
- 중도파: 이들은 난징 대학살에서 민간인들의 희생은 인정하지만, 전쟁수행 중의 피해일 뿐, 희생자수도 불과 몇만 명에 지나지 않는다고 주장하는 경우. 대표적인 인물이 리쓰메이칸 대학교 교수로 지내고 있는 기타무리 미노루 등을 들 수 있다. 이들은 '일본군이 중국 민간인들에게 피해를 입힌 적은 있다. 하지만, 계획적인 학살이 아닌 우발적이었다.'고 주장한다.
- 부정파: 이들은 난징 대학살의 학살자체가 없었음은 물론, 아예 '난징 대학살 자체가 장제스의 중화민국 정부의 날조로 인한 거짓'이라는 이른바 '환상설'을 주장한다. 대표적인 인물이 아세아대학교 교수로 지내고 있는 히가시나카노 슈도를 비롯한 도쿄도지사를 지내고 있는 이시하라 신타로 등 일본 극우세력들이다. 이들은 '난징 대학살은 전혀 근거가 없으며, 증거 사진들도 죄다 조작된 것이다.'라고 주장한다.[22]

그러나 1971년에 일본의 아사히 신문의 혼다 카츠이치 기자가 홍콩을 경유해 중국에 입국해서 당시 일본과 국교가 없던 중화인민공화국의 국내를 여행하며 신문상에 연재한 '중국 여행'이라는 르포가 화제와 인기를 끌면서 다시금 일본에 난징 대학살 논쟁의 불씨를 당겼으며, 이 과정에서 100인 참수 경쟁의 이야기나 731 부대의 이야기도 연재되었다.
이 르포기사를 반박하는 일본의 극우 언론인 산케이 신문의 스즈키 아키라 기자가 1973년에 난징 대학살의 환상이라는 책을 출판하였고, 일본내에서도 다시금 논쟁이 격해졌다. 그리고 1981년에 '중국 여행'이 책으로 출판되면서 또 다시 화제를 일으켰다. 그리고 일본의 교과서에는 1965년에 당시 사토 에이사쿠 총리 하의 문부과학성 검정 역사 교과서에서 난징 대학살이 삭제된 교과서가 검정을 통과했었는데, 이에 이의를 제기한 이에나가 사부로 교수의 30년에 걸친 교과서 소송 재판이 1995년에 마침내 최고재판소의 판결로 교과서에 의무적으로 실리게 되었으나, 1999년부터 다시 학살 부정론이 우익 진영을 중심으로 크게 일어났다.
1937년 일본군의 난징 대학살이 극에 달했을 무렵, 일본군 무카이 도시아키 소위와 노다 쓰요시 소위가 100인 목베기 시합을 했다는 내용의 일본 마이니치 신문에 개제되었던 게 있었는데, 2005년에 그 유가족들이 100인 목베기 시합에 대해 보도했던 언론사들을 명예훼손을 이유로 고발하여 소송을 걸었다. 일본 극우 및 우익 단체들은 이 유가족들을 지원하는 모임도 결성하는 등 소송을 지원했다. 소송을 건 원고측은 "전쟁 수행 중에 일본군인들의 사기를 높이고, 국민들에게 선전하기 위해 언론에서 지어낸 얘기일 뿐 실제 목베기 게임은 존재하지 않는다"라고 주장한다. 그러나 최근 이 사건에 대해 도쿄 지방 재판소는 100인 목베기 시합이 없었던 일이라고 단정지을 수 없다며 유가족 등 원고측에 패소판결을 내렸다.
2000년 1월 23일 오사카에서는 "20세기 최대의 거짓말! 난징 대학살을 철저히 검증하는 집회" 대회를 열어 부정론자들이 활동을 하기도 하였다. 난징 대학살 부정파론을 주장하는 부정론의 대표적인 인물로 만화가 코바야시 요시노리, 아세아 대학교 교수 히가시나카노 슈도 등이 최선봉이 되어 다시금 부정론을 강하게 제기했다. 이에 대항하여 일본의 민간 단체 및 시민 단체에서 난징 대학살을 비롯한 일본 제국의 전쟁 범죄를 규탄하고 진상규명을 하고자 하기도 하였다.
난징 대학살 자료의 세계기록유산 등재에 대해 아베 신조 일본 총리는 유엔에 거칠게 항의하며 “일본이 유네스코 분담금을 삭감할 수도 있다”고 엄포를 놓았다. 하세 히로시 일본 문부과학상도 “기록유산을 정치적으로 이용하지 못하도록 유네스코 정책을 바꿔야 한다”고 반발했다. 그는 “학살 증거가 확실하지 않고, 해당국의 반론 기회가 보장되지 않았다”며 문제를 제기했다. 이 같은 주장은 ‘침략’의 정의가 불확실하다거나, 확인된 역사적 사실을 오히려 조작했다는 일본의 주장이다.

## 원인
루스 베네딕트는 저서 《국화와 칼》에서 일본인이 전시중 보여준 특이성과 잔인성에 대해 분석하고 있다.
그녀는 일본인들에게 최고의 가치는 일본을 사랑하는 애국심이 아니라, 천황에 대해 충성하는 충성심이라 분석했다. 일본 육군은 천황에 대해 봉사하게 돼 있고, 천황을 제외한 모든 사람의 목숨, 심지어 자신의 목숨조차도 가치 없는 것이라 교육받았기 때문에 그 도덕적 테두리를 벗어나는 범위에서는 아무런 거림낌 없이 살인을 저지를 수 있다는 생각을 가졌다고 말한다.
물론, 집단 학살은 서구에도 있었다. 그러나, 홀로코스트(유대인 학살)의 경우 독일과 자신을 동일시 했던 아돌프 히틀러 개인의 인격적 문제에서 출발한 것이었다면 일본군이 난징 대학살 등에서 행한 학살은 그렇지 않다는 것이 차이이다.
난징 대학살의 원인을 평소에는 명령에 순순히 따라오는 일본인의 오랜 복종의 습성과 강압적인 수단으로 맹종을 요구하는 일본군의 체제가 복합되어 형성된 외형적인 군기가 전쟁 말기의 혼란상황에서 통제 및 감시 체제가 무너지자 필연적으로 함께 허물어진 현상으로 보기도 한다. 이는 학살에 대한 책임 회피의 논리가 되기도 한다. 그러나, 이는 당시 대부분의 일본인이 근대적인 의미에서 자아가 확립되지 않아 정신적이고 자발적인 복종을 창출할 수 없는 무사상과 무신념의 맹종집단이었다는 것으로, 결국 일본인 스스로 전쟁을 수행할 자격이나 민주의식이 없었다는 걸 인정하는 것과 마찬가지이다.

## 같이 보기
- 존 라베
- 장제스
- 중화민국의 역사
- 일본제국 육군
- 조 이사무
- 일본 군국주의
- 일본 제국주의
- 일본의 전쟁 범죄
- 마닐라 대학살
- 간토 대학살
- 쓰지 마사노부
- 사쿠라이 마코토
- 미즈시마 사토루
  - 난징의 진실(일본영화)
- 일본문화채널 사쿠라
- 난징 안전지대(난징안전구)
- 100인 참수 경쟁
- 아사카노미야 야스히코
- 마쓰이 이와네
- 아즈마 시로
- 숙칭 대학살
- 100 부대
- 731 부대
- 아이리스 장
  - 난징의 강간

## 사진 자료

### 난징 대학살 당시의 모습

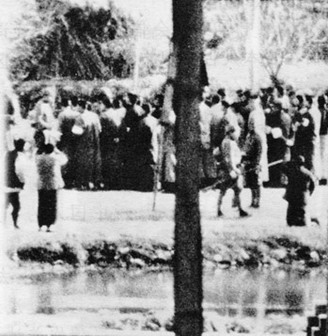
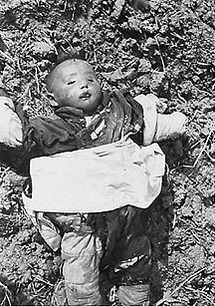
죽은 아이. 베른하르드 아프 신베그가 찍은 것으로 추정.
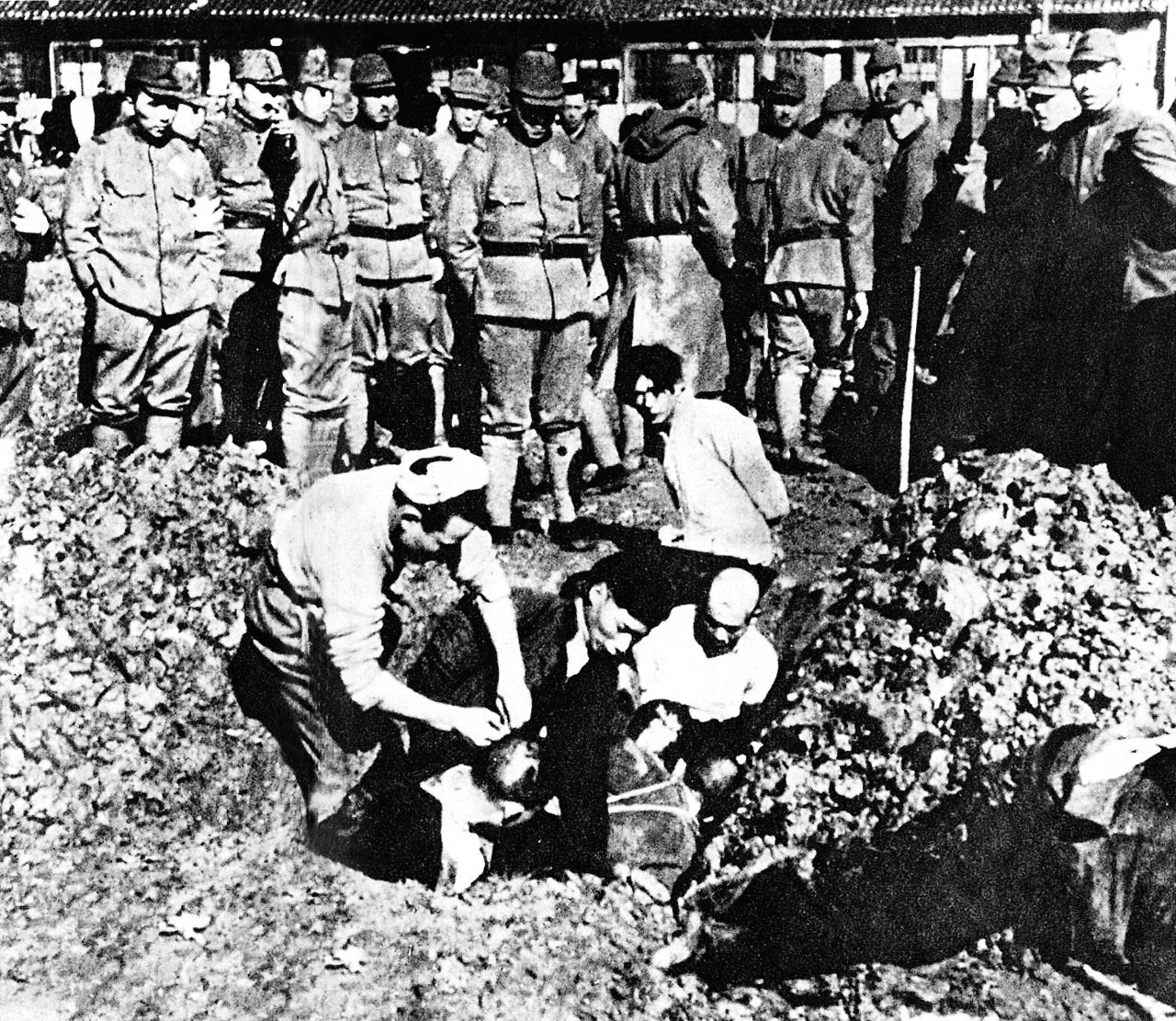
산 채로 매장되는 중국인들
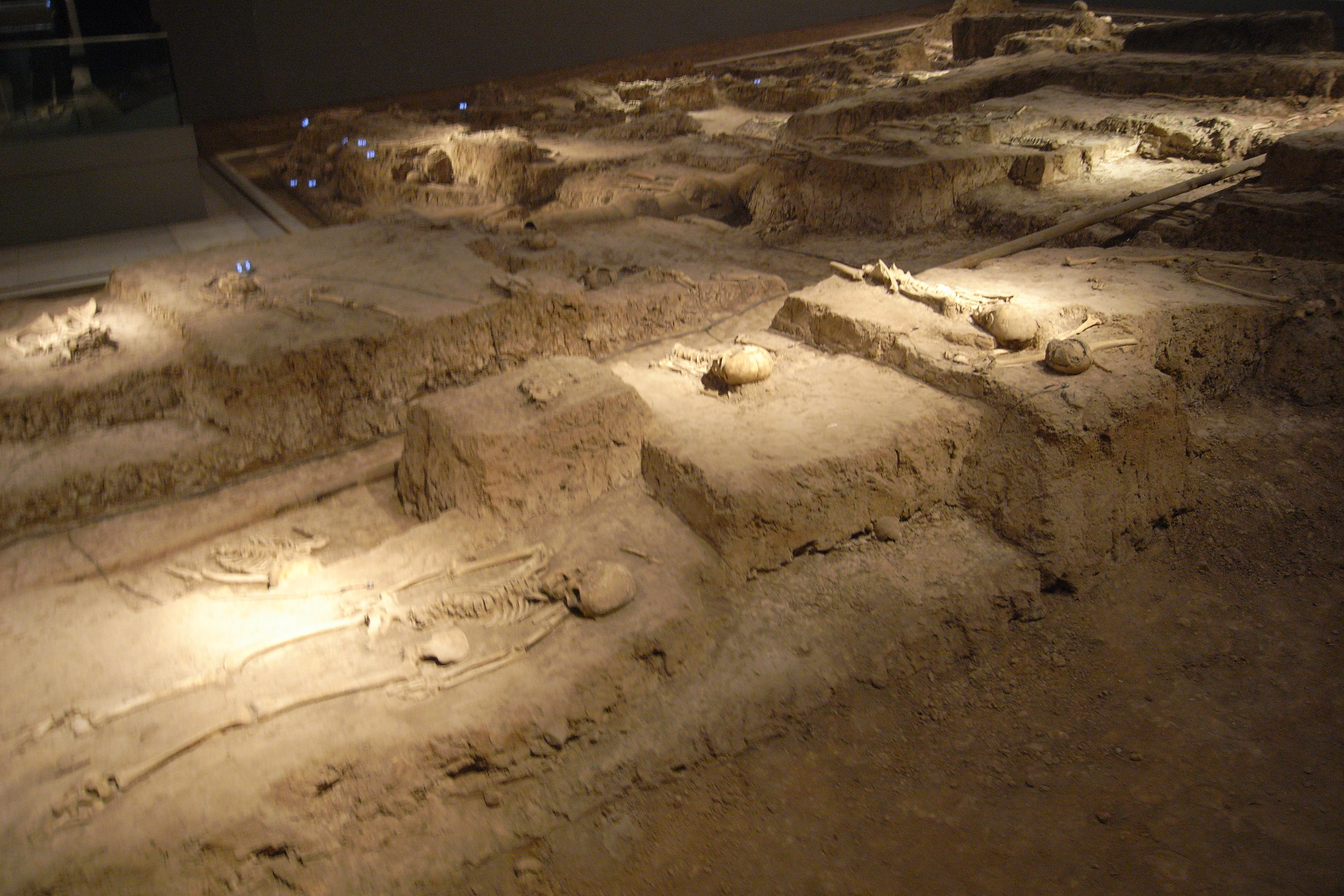
난징 대학살 희생자의 유골
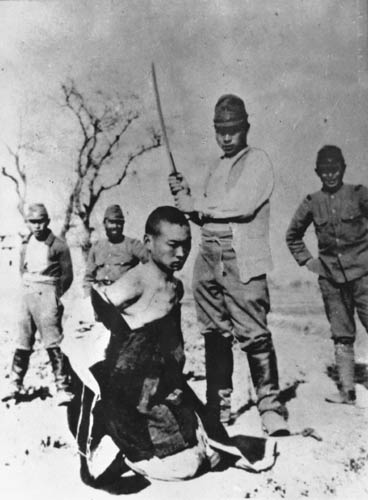
일본군이 중국인의 목을 자르기 위해 군도를 들고 있다.

### 난징 대학살 희생자 추모비

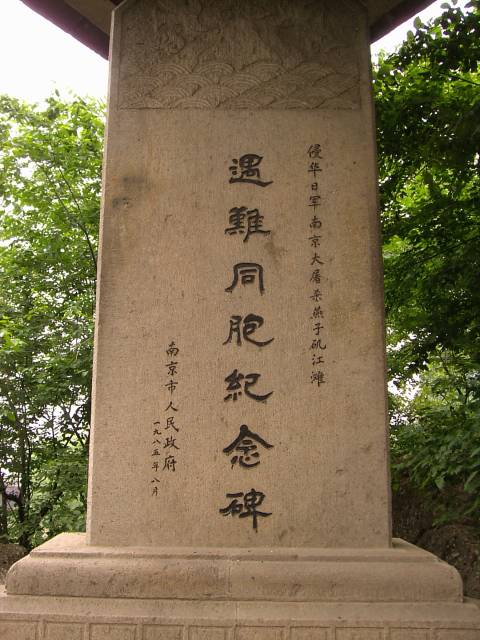
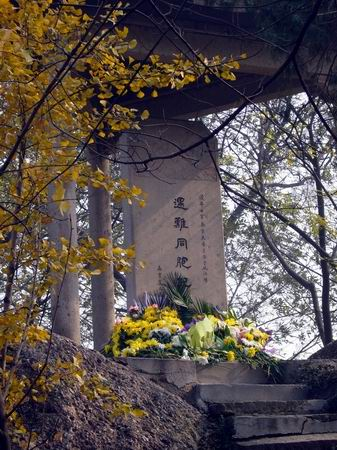

### 난징 대학살 희생자 추모 부조

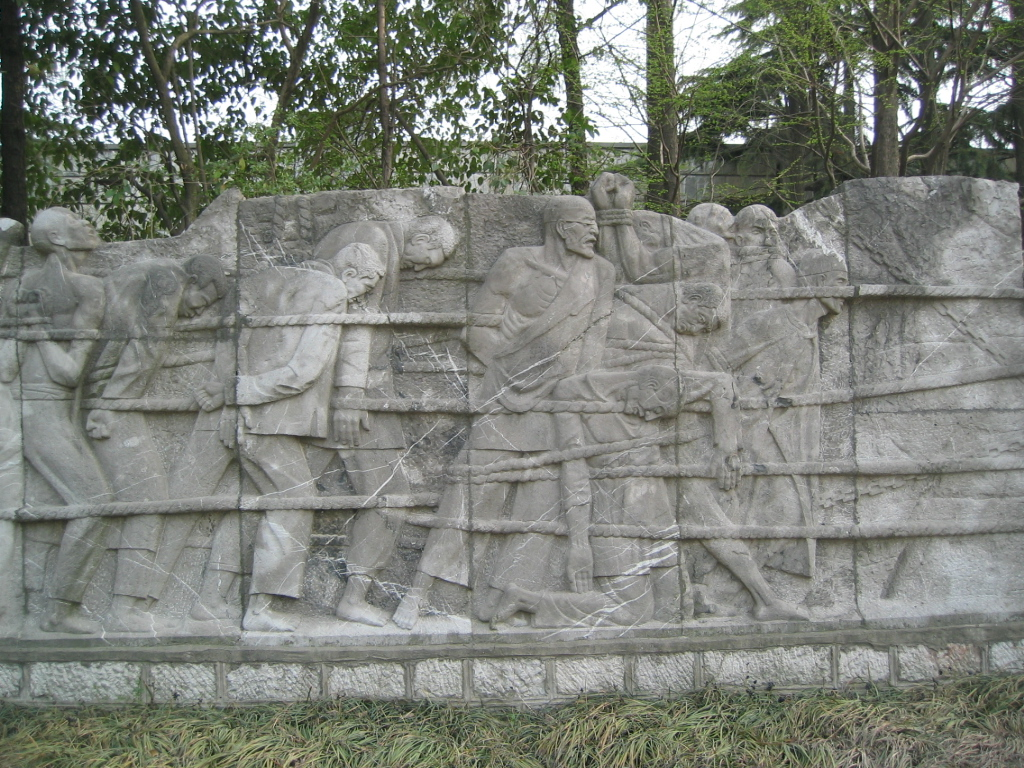
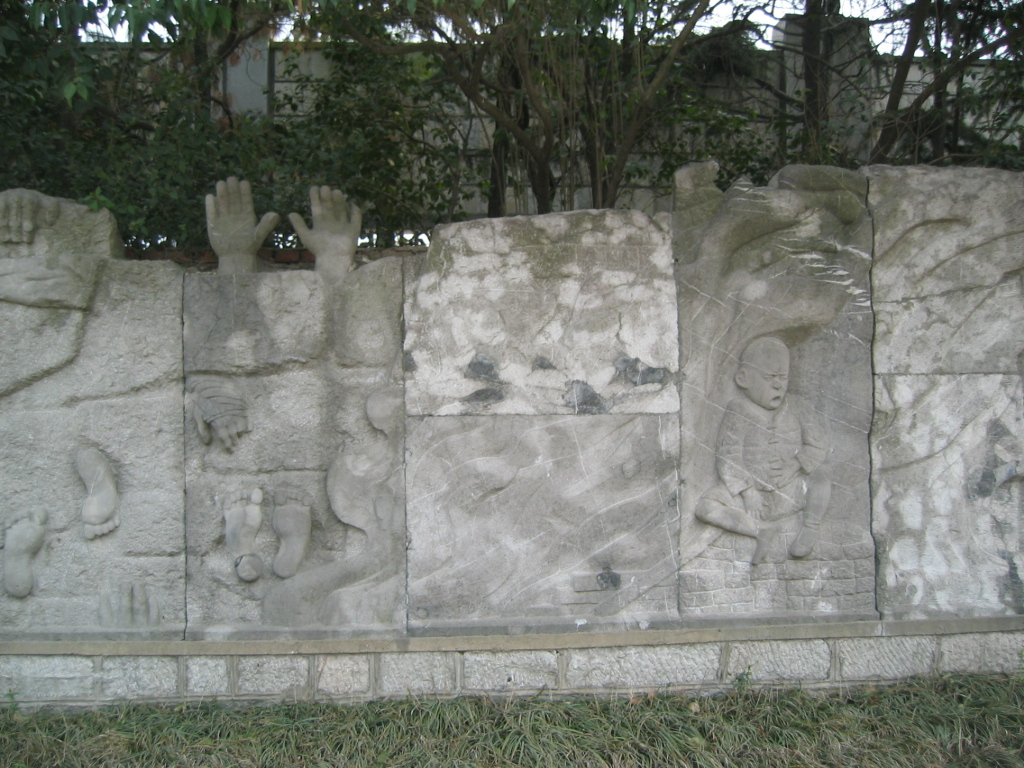

## 참고자료 및 참고 문헌
- 《The Rape of Nanking》(한글명: 역사는 힘 있는 자가 쓰는가) - 아이리스 장
- 《John Rabe Der gute Deutsche von Nanking》(한글명:존 라베 난징의 굿맨) - 존 라베 저/에르빈 비커르트 편
- 문화방송 다큐멘터리, 세계를 뒤흔든 순간-난징대학살 편
- 이원복의 ‘먼나라 이웃나라’ 중국편 (72) 중일 전쟁의 발발
- 이원복의 ‘먼나라 이웃나라’ 중국편 (73) 난징 대학살
- 日외무, 1938년 비밀전문서 "난징에서 최소 30만명 살육"
- BBC News: Nanjing remembers massacre victims
- Online Documentary: The Nanking Atrocities A master's degree thesis that delves into the atrocity
- "Denying Genocide: The Evolution of the Denial of the Holocaust and the Nanking Massacre," college research paper by Joseph Chapel, 2004
- English translation of a classified Chinese document on the Nanjing Massacre
- Japanese Imperialism and the Massacre in Nanjing by Gao Xingzu, Wu Shimin, Hu Yungong, & Cha Ruizhen
- Kirk Denton, "Heroic Resistance and Victims of Atrocity: Negotiating the Memory of Japanese Imperialism in Chinese Museums"
- The Nanjing Incident: Recent Research and Trends by David Askew in the Electronic Journal of Contemporary Japanese Studies, April 2002
- Nanjing Massacre Memorial Hall
- 'No massacre in Nanking,' Japanese lawmakers say
- The Rape of Nanking - Nanjing Massacre -English Language Edition - 1:17:17 - Aug 25, 2006
- Rape of Nanking 보관됨 2011-06-29 - 웨이백 머신 Original reports from The Times
- The Rape of Nanking — Nanjing Massacre — English Language Edition. Two hour web documentary.
- War and reconciliation: a tale of two countries
- "Booknotes" interview with Iris Chang on "The Rape of Nanking: The Forgotten Holocaust of World War II", January 11, 1998.